# Procloeon
Genre
Procloeon est un genre d'insectes de la sous-classe des Ptérygotes (insectes ailés). Il regroupe des éphémères de la famille des Baetidae.

## Liste d'espèces
Selon NCBI (11 juin 2011) :
- Procloeon africanum
- Procloeon fragile
- Procloeon mendax
- Procloeon pennulatum
- Procloeon rubropictum
- Procloeon viridoculare

Selon ITIS (11 juin 2011) :
- Procloeon bellum (McDunnough, 1924)
- Procloeon caliginosum (McDunnough, 1925)
- Procloeon fragile (McDunnough, 1923)
- Procloeon inanum (McDunnough, 1924)
- Procloeon ingens (McDunnough, 1923)
- Procloeon insignificans (McDunnough, 1925)
- Procloeon intermediale (McDunnough, 1931)
- Procloeon mendax (Walsh, 1862)
- Procloeon nelsoni Wiersema, 1999
- Procloeon ozburni (McDunnough, 1924)
- Procloeon pennulatum (Eaton, 1870)
- Procloeon quaesitum (McDunnough, 1931)
- Procloeon rivulare (Traver, 1935)
- Procloeon rubropictum (McDunnough, 1923)
- Procloeon rufostrigatum (McDunnough, 1924)
- Procloeon simile (McDunnough, 1924)
- Procloeon simplex (McDunnough, 1925)
- Procloeon texanum McCafferty & Provonsha, 1993
- Procloeon venosum (Traver, 1935)
- Procloeon vicinum (Hagen, 1861)
- Procloeon viridoculare (Berner, 1940)

Selon Fauna Europaea:
- Procloeon bifidum (Bengtsson, 1912)
- Procloeon calabrum
- Procloeon concinnum
- Procloeon fascicaudale
- Procloeon lacustre
- Procloeon macronyx
- Procloeon nemorale
- Procloeon parapulchrum
- Procloeon pennulatum (Eaton, 1870)  (=Centroptilum pennulatum)
- Procloeon pulchrum (Eaton, 1885)